# Karpaterne Nationalpark
Karpaterne Nationalpark (ukrainsk: Карпатський національний природний парк ) er en nationalpark i Ivano-Frankivsk Oblast, Ukraine. Parken blev etableret den 3. juni 1980 for at beskytte landskaber i Karpaterne. Parkens hovedkvarter er i Jaremtje. Karpaterne Nationalpark var den første nationalpark i Ukraine og en af de største nationalparker i landet.

## Topografi
Parkens område deles mellem distrikterne Nadvirna Raion og Verkhovyna Raion i den sydvestlige del af Ivano-Frankivsk Oblast ved grænsen til Zakarpattia Oblast. Den har et areal på 515,7 km2 , hvoraf enhver økonomisk aktivitet er forbudt på et areal af 383,4 km2.  Parken ligger i den højeste del af de ukrainske karpater, på de østlige skråninger i afvandingsområderne til   Prut- og Tjeremosj. Prut har sin kilde i parken og det højeste punkt i Ukraine, Mount Hoverla (2.061 moh.), ligger ved parkens grænser. Parkens laveste punkt er omkring 500 moh.
I 1921 blev der i den højeste del af de ukrainske karpater oprettet et naturreservat, der oprindeligt havde et areal på 4,47 km2. I 1968 blev det inkluderet i det nyoprettede Karpatiske Biosfærereservat. Karpatiske Nationale Naturpark blev oprettet i 1980 ved dekret fra Ministerrådet for den ukrainske sovjetiske socialistiske republik og omfattede ca. halvdelen af det område, der tidligere tilhørte den karpatiske statsreservat. Parken er en uafhængig enhed underlagt ministeriet for økologi og naturressourcer i Ukraine.

## Økoregion og klima
Parken ligger i Økoregionen de karpatiske nåletræskove. På grund af sin højde er klimaet i parken subarktisk klima uden tør sæson (Köppen klimaklassificering Subartisk klima (Dfc)). Dette klima er kendetegnet ved milde somre (kun 1-3 måneder over 10 °C og kolde, snedækkede vintre (koldeste måned under -3 °C).

## Flora og fauna
Landskabet i parken inkluderer alpine enge og skove. De tre mest almindelige træarter i parken er almindelig ædelgran, europæisk bøg og gran. Huk-vandfaldet, der ligger i parken, er med en højde på 84 moh. det højeste enkeltfalds-vandfald i de ukrainske karpater. Der er to søer der får vand fra af gletsjere.

## Offentlig brug
Området i Karpatiske Nationale Naturpark var historisk beboet af follkegruppen hutsuls og indeholder en række af historiske monumenter og arkitektur, herunder historiske træbygninger. For turister er der 48 vedligeholdte stier (2012) i området.